# Anna Fabian
Anna Fabian (ur. 7 stycznia 1999) – serbska zapaśniczka walcząca w stylu wolnym. Zajęła dwudzieste miejsce na mistrzostwach świata w 2022.
Piąta na mistrzostwach Europy w 2022. Ósma w Pucharze Świata w 2020. Szósta na igrzyskach śródziemnomorskich w 2022. 
Druga na ME U-23 w 2022 roku.